# Sông Kraburi
Sông Kraburi (cũng gọi là sông Kra hay Pakchan) là sông biên giới giữa Thái Lan và Myanmar tại eo đất Kra của bán đảo Mã Lai. Con sông này đổ vào Biển Andaman gần thị xã Ranong của Thái Lan và Kawthaung (Victoria Point), Myanmar.
Điểm nổi bật nhất của con sông này là cửa sông dài và rộng 6 km, nơi có rừng đước được bảo vệ lớn nhất của Thái Lan. Đây là một khu vực được bảo vệ với vườn quốc gia Lam Nam Kraburi chiếm phần lớn phía cửa sông thuộc đất Thái, còn Khu dự trữ sinh quyển Ranong và Địa điểm Laemson Ramsar bao gồm các khu vực xa hơn về phía Nam.